# 絲鰟鮍
絲鰟鮍（學名：Rhodeus sericeus）為輻鰭魚綱鯉形目鱊科鰟鮍屬的其中一種，分布於亞洲阿穆爾河及薩哈林島淡水流域，背鰭硬棘3枚、背鰭軟條8-10枚、臀鰭硬棘3枚、 臀鰭軟條8-10枚，體長可達11公分，棲息在植被生長的濕地、池塘、湖泊，以植物和昆蟲幼蟲為食，繁殖期從四月到六月，雌魚會在將卵產在蚌殼內，幼魚孵化後，會留在貝殼中直到能獨立游泳，生活習性不明。

## 扩展阅读
維基物種上的相關：絲鰟鮍